# Bertha Teague
Bertha Frank Teague (Carthage, 17 settembre 1898 – Oklahoma City, 13 giugno 1991) è stata un'allenatrice di pallacanestro statunitense, membro del Naismith Memorial Basketball Hall of Fame dal 1985 in qualità di contributrice, e del Women's Basketball Hall of Fame dal 1999.

## Carriera
Allenatrice della Byng High School di Ada in Oklahoma, ha guidato le Lady Pirates dal 1927 al 1969 riuscendo ad ottenere un record di 1 157 vittorie e 115 sconfitte (pari al 91% di successi).
Nel 1985 è stata una delle prime tre donne, insieme con Senda Berenson Abbott e Margaret Wade, ad essere ammessa nel Naismith Memorial Basketball Hall of Fame.